# Uigeumbu

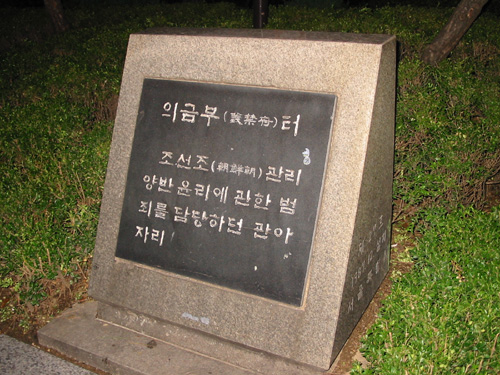
local de Uigeumbu, em Seoul

Uigeumbu (em Hangul:의금부, -Hanja: 義禁府) é a instituição judicial de  Goryeo para dinastia Joseon na Coreia. O estabelecimento avia sido responsabilizado por questão de traição ou de intorrogação aos criminosos.  A lei levou o Uigeumbu para o estado Supremo Tribunal federal

## Biografia
Uigeumbu foi estabelecido a partir do reinado de Goryeo Chungnyeol, tomado a grande parte de órgão na responsabilidade geral de trabalhos legais. A função de Joseon seguio para realizar a dominância do poder judicial que resultou para assumir o control da polícia judicial.
Trabalhando com Saheonbu, a função de majestade é tratado com execução legal de lesa. Basicamente, a responsabilidade dos criminosos acabe aos burocratas estrangeiros ou na traição incidente contra o confucionismo, no qual ele trabalhou especialmente com tribunal, em caso de emergência.
O sistema de órgão foi trocado muitas vezes de acordo com o código de tempo. Em 1414, a instituição veio a ter a plena independência, levado 4 disciplinas realizada certamente de lugar. De acordo com o código oficial de Gyeongguk, cerca de 200 funcionários lidavam com as questões judiciais.